# Артиглутан
Артиглута́н (фр. Artigueloutan) — коммуна во Франции, находится в регионе Аквитания. Департамент — Атлантические Пиренеи. Входит в состав кантона Пе-де-Морлаас и дю Монтанерес. Округ коммуны — По.
Код INSEE коммуны — 64059.

## География

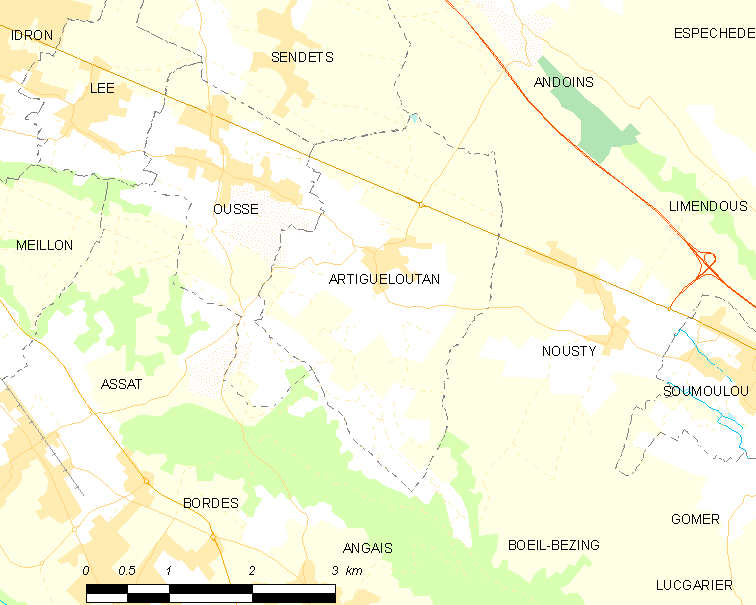
Карта коммуны

Коммуна расположена приблизительно в 660 км к югу от Парижа, в 180 км южнее Бордо, в 11 км к востоку от По.
По территории коммуны протекает река Ус.

### Климат
Климат тёплый океанический. Зима мягкая, средняя температура января — от +5°С до +13°С, температуры ниже −10 °C бывают редко. Снег выпадает около 15 дней в году с ноября по апрель. Максимальная температура летом порядка 20-30 °C, выше 35 °C бывает очень редко. Количество осадков высокое, порядка 1100 мм в год. Характерна безветренная погода, сильные ветры очень редки.

## Население
Население коммуны на 2010 год составляло 914 человек.
| 1962 | 1968 | 1975 | 1982 | 1990 | 1999 | 2010 |
| ---- | ---- | ---- | ---- | ---- | ---- | ---- |
| 404  | 435  | 459  | 534  | 669  | 722  | 914  |

## Администрация
| Период | Период | Фамилия               | Партия | Примечания |
| ------ | ------ | --------------------- | ------ | ---------- |
| 1995   | 2001   | Юбер Лассег           |        |            |
| 2001   | 2020   | Мишель Лабан-Виноград |        |            |

## Экономика
В 2010 году среди 593 человек трудоспособного возраста (15-64 лет) 441 были экономически активными, 152 — неактивными (показатель активности — 74,4 %, в 1999 году было 73,7 %). Из 441 активных жителей работали 421 человек (215 мужчин и 206 женщин), безработных было 20 (14 мужчин и 6 женщин). Среди 152 неактивных 55 человек были учениками или студентами, 69 — пенсионерами, 28 были неактивными по другим причинам.

## Достопримечательности
- Церковь Св. Иоанна Крестителя (XIX век)[4]

## Фотогалерея

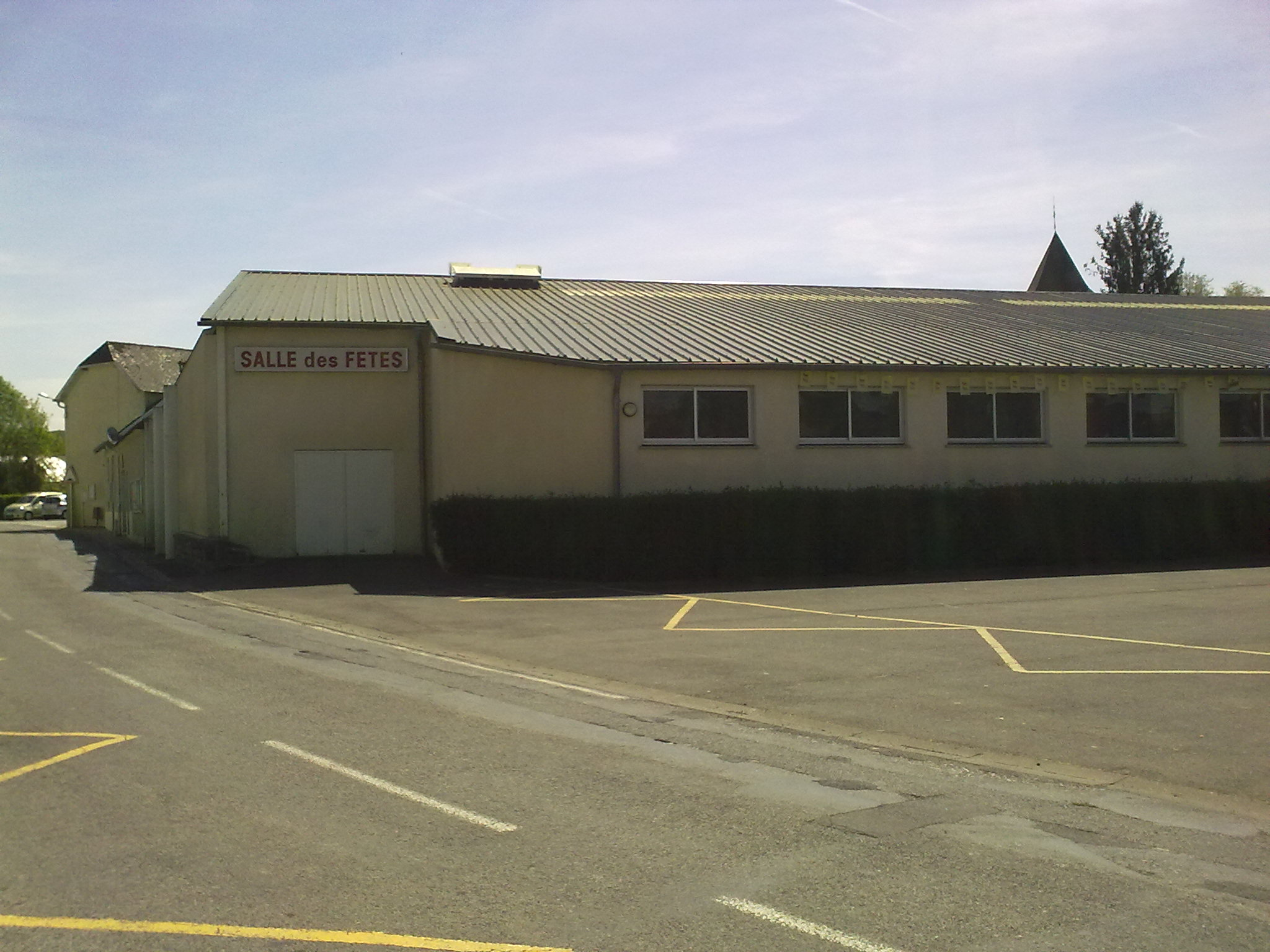
Зал
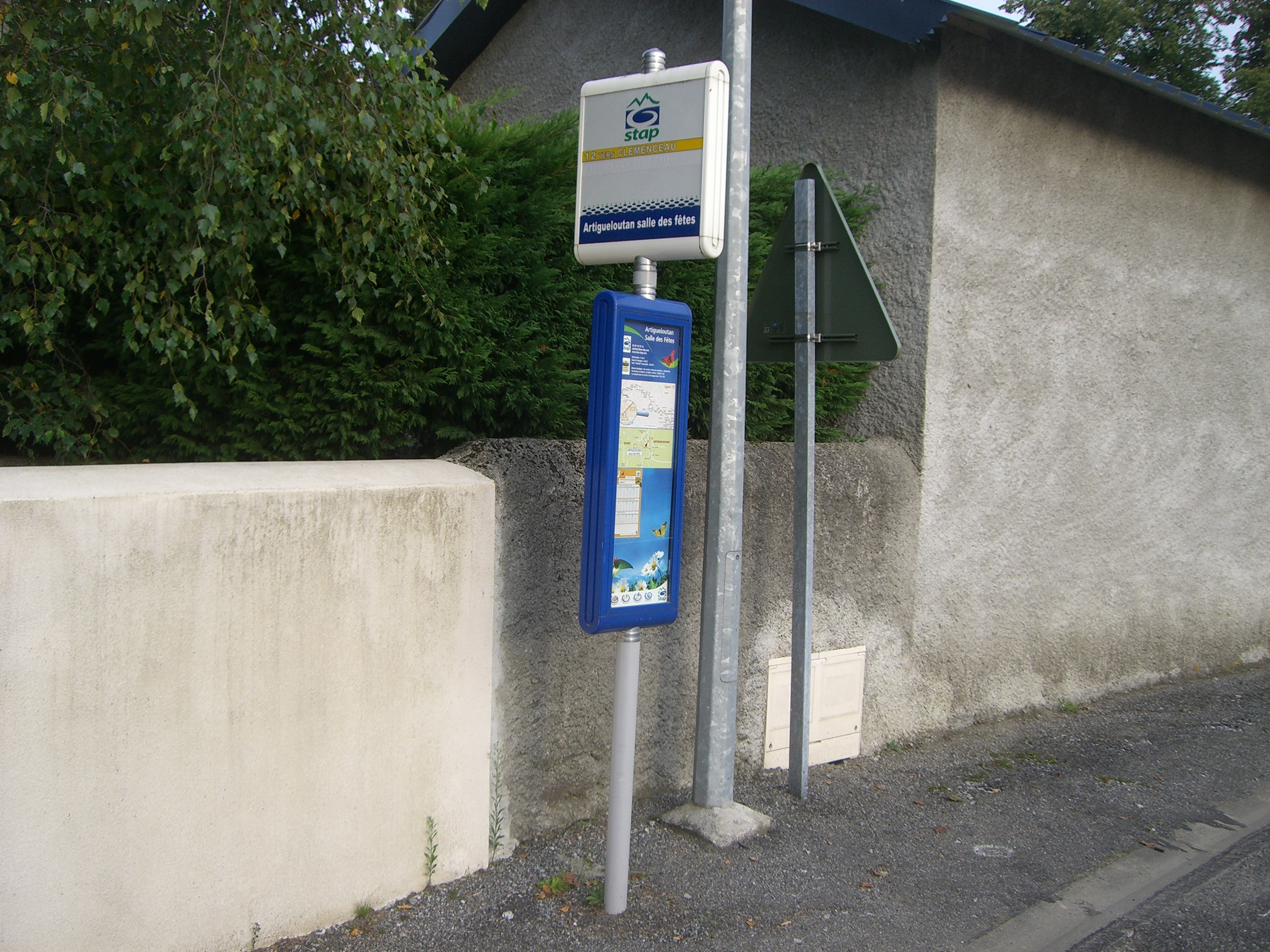
Остановка